# Marele incendiu din Smirna

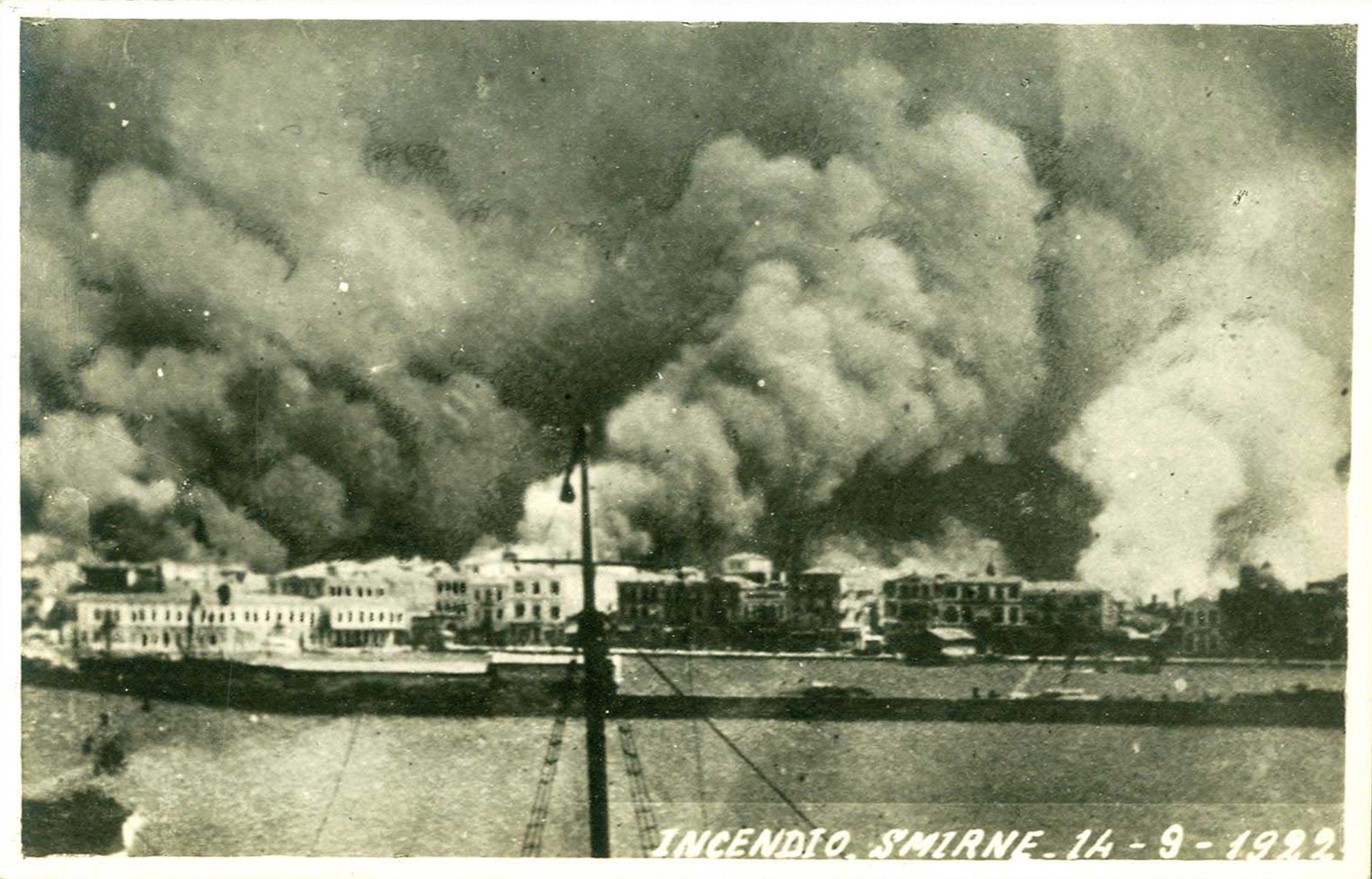
Coloanele de fum ridicându-se din Smirna pe 14 septembrie 1922.

Marele incendiu din Smirna sau Catastrofa din Smirna (în greacă Καταστροφή της Σμύρνης, „Catastrofa din Smirna”, în turcă 1922 İzmir Yangını, „Incendiul din Smirna din 1922”, în armeană Զմյուռնիայի մեծ հրդեհ) a fost un incendiu care a distrus cea mai mare parte a orașului port Izmir (inclusiv cartierul Smyrna) în septembrie 1922. Martorii oculari au afirmat că incedniul a izbucnit pe 13 septembrie 1922 și a fost stins la 22 septembrie 1922. Incendiul a izbucnit patru zile după ce forțele turce au recucerit controlul asupra orașului (9 septembrie), eveniment care a pus capăt războiului greco-turc. Orașul Smirna fusese ocupat de greci cu trei ani mai devreme, la 15 mai 1919.
Estimările cu privire la pierderile de vieți omenești din rândurile populației de etnie elenă și armeană variază de la 10.000 la 100.000.
Între 50.000 și 400.000 de greci și armeni au reușit să se refugieze în zona litorală a orașului și au fost obligați să rămână acolo în condiții foarte grele timp de aproape două săptămâni. Evacuarea sistematică a grecilor de pe chei a început pe 24 septembrie, cu permisiunea și cooperarea autorităților turcești. Evacuarea a fost făcută cu ajutorul navelor turcești care au intrat în port sub protecția distrugătoarelor aliaților . Au fost evacuați între 150.000  și 200.000 de greci.
Incendiul a distrus în întregime cartierele elen și armean al orașului. În schimb, cartierele musulman și evreiesc au scăpăt practic neatinse.  În ceea ce privește responsabilitatea cu privire la declanșarea incendiului există diferite versiuni, inclusiv una care afirmă că soldați turci în civil ar fi incendiat casele și intreprinderile creștinilor greci și armeni.

## Contextul general

### Compoziția etnică a Smirnei
Compoziția etnică a populației orașului Smirna în 1922 după Katherine Fleming
     greci (49%)
     turci (24%)
     alții (armeni, evrei, levantini) (27%)
Proporția populației creștine și musulmane este o problemă aflată încă în dispută, dar este neîndoielnic faptul că, până în septembrie 1922, orașul era unul multicultural și multireligios. Diferitele surse pretind că ori ori grecii ori turcii au constituit majoritatea în oraș. De exemplu, Fleming Katherine Elizabeth afirmă că grecii au reprezentat majoritatea populației în Smirna, depășindu-i numeric pe turci într-un raport de 2:1. În afară de greci și turci, în oraș mai existau și alte etnii – armeni, evrei și alții.
La sfârșitul secolului al XIX-lea, Vital-Cuinet numărau 96.250 de turci și 57.000 de greci. Recensământul otoman din 1905 număra  100.356 musulmani, 73.636 greci, 11.127 armeni și 25.854 de alte etnii sau religii. Cifrele aduse la zi în 1914 se schimbaseră la 111.486 turci și 87.497 greci.
Consulul american George Horton afirma că, mai înainte de izbucnirea incendiului, în oraș trăiau 400.000 de oameni, din care 165.000 erau turci, 150.000 greci, 25.000 evrei, 25.000 armeni și 20.000 de cetățeni străini (10.000 de italieni, 3.000 de freancezi, 2.000 de britanici și cam 300 de americani).
Fostul ambasador Henry Morgenthau și Trudy Ring au afirmat că mai înainte de război doar grecii numărau 130.000 de oameni și exclud din numărătoarea celor 250.000 de locuitori pe armenii creștini. Elitele conducătoare din Imperiul Otoman numeau deseori orașul „Gavur Izmir – Smirna Ghiaură (Necredincioasă)” datorită  prezenței masive a creștinilor în oraș.

## Evenimente

### Intrarea turcilor

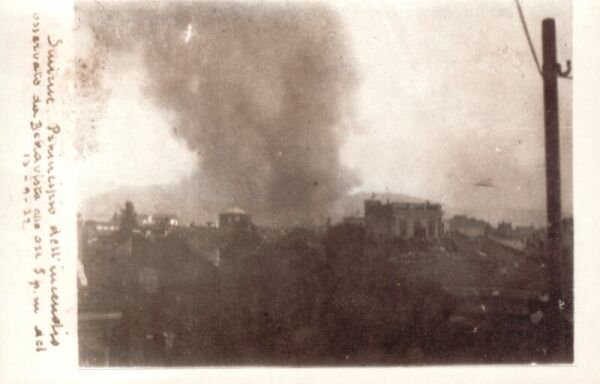
Începuturile incendiului, așa cum a fost văzut de pe Bella Vista. 13 septembrie 1922

După ce ultimele trupe elene au evacuat Smirna în seara zilei de 8 septembrie, primele elemente ale armatei lui Kemal, un escadron de cavalerie, au intrat în oraș prin partea de nord a cheului portului în dimineața următoare și și-au stabilit cartierul general în principala clădire guvernamentală, „Konak” . Comanda militară a orașului a fost asumată pentru început de generalul Mursel Pașa iar mai apoi de comandantul Armatei I turce, generalul Nureddin "Sakallı" Pașa. Până seara, ocuparea orașului a decurs în ordine. Deși locuitorii greci și armeni au privit intrarea soldaților turci cu teamă, au crezut că prezența flotei aliate va descuraja orice violență împotriva comunității creștine. În dimineața zilei de 9 septembrie, în portul Smirna staționau 21 de vase de război aliate britanice, americane, franceze și italiene. În plus, marinari  ai flotei aliate fuseseră debarcați pentru apărarea reprezentanțelor și instituțiilor diplomatice occidentale. Ei au primit ordine să păstreze o strictă neutralitate în cazul oricărui conflict între turci și creștini.
În ziua de 9 septembrie, ordinea și disciplina în rândurile militarilor turci au început să scadă, ei atacând sistematic populația armenească, jefuindu-le magazinele și casele, sau violând femeile. Arhiepiscopul grec ortodox Chrysostomos a fost torturat și ucis de o masă de turci furioși în văzul soldaților francezi, care au fost împiedicați să intervină de comanda ofițerului lor.  Refugiații au cătat adăpost oriunde a fost posibil, inclusiv în cartierele locuite de americani sau europeni. Câțiva refugiați au reușit să se adăpostească la American Collegiate Institute, dar în general vesteuropenii și americanii au încecat să le acorde sprijin refugiaților pentru a nu-și periclita relațiile cu liderii Mișcării Naționale Turce.

### Incendiul

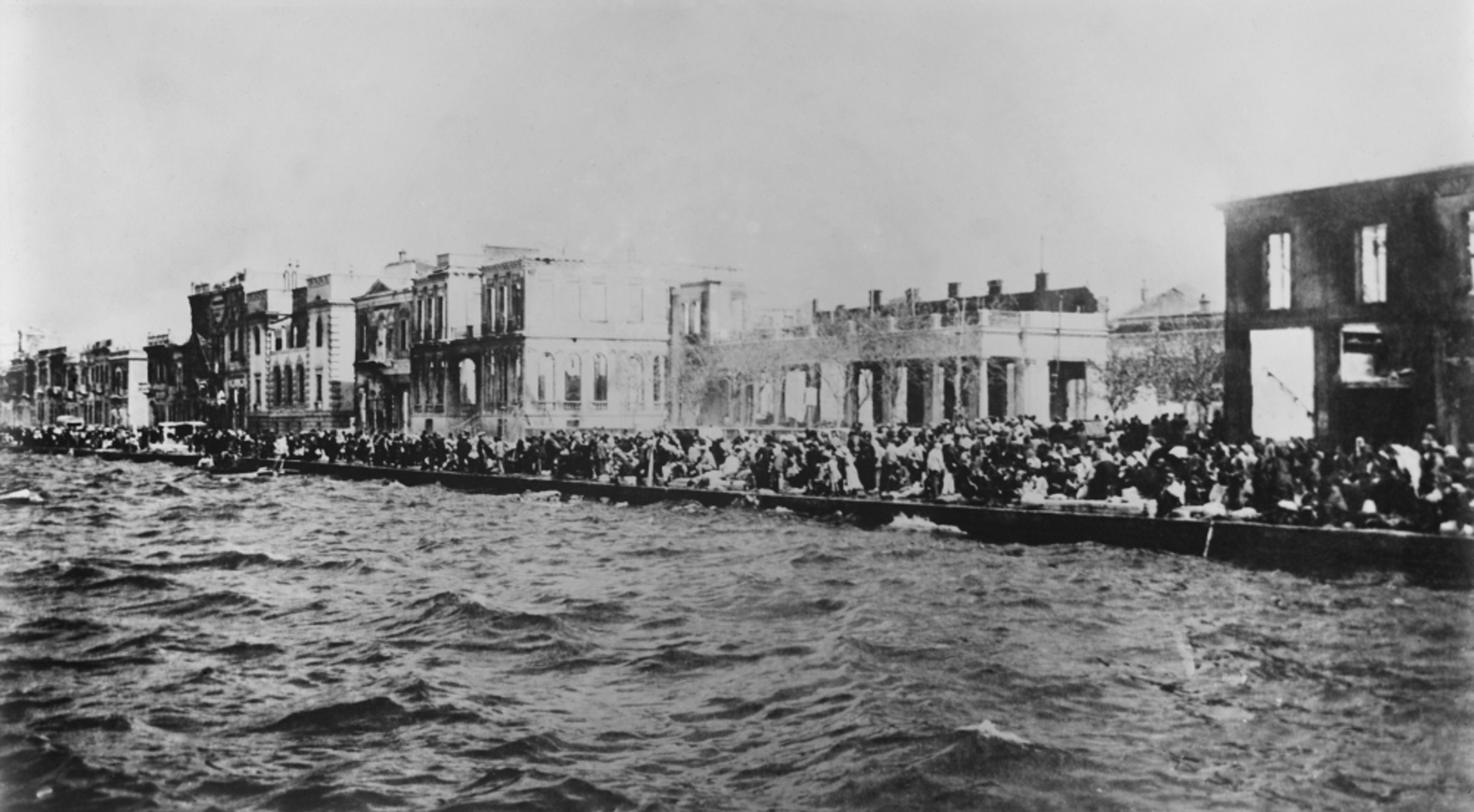
Clădiri incendiate și refugiați care încearcă să scape pe chei

Primul incendiu a izbucnit târziu în seara zilei de 13 septembrie, la patru zile după intrarea armatei turce în oraș. Incediul a început în cartierul armenesc al orașului și s-a răspândit rapid datorită vântului. În plus, autoritățile militare turce nu au întreprins nicio măsură pentru stingerea focului.  Istoricul Giles Milton scria:
„Una dintre primele persoane care a sesizat izbucnirea incendiului a fost domnișoara Minnie Mills, directoarea American Collegiate Institute for Girls. Ea tocmai își terminase prânzul când a remarcat că una dintre clădirile învecinate arde. S-a ridicat pentru ca să privească mai cu atenție și a fost șocată de ceea ce a văzut. „Am văzut cu ochii mei un ofițer turc intrând într-o casă cu cutii mici cu petrol sau benzină după care în câteva miniute casa a fost în flăcări”. Ea nu a fost singura persoană de la institut care a văzut izbucnirea incendiului. „Profesorii și fetele noastre au văzut turci în uniformele soldaților obișnuiți și în câteva cazuri în uniforme ofițerești folosind bețe lungi cu cârpe la capăt, care erau introduse în cutii cu lichid și erau aruncate în case, care luau foc de îndată”.”
Alții precum Claflin Davis de la Crucea Roșie americană și Joubert, directorul Credit Foncier Bank of Smyrna, au văzut la rândul lor turcii punând foc clădirilor. Când Joubert i-a întrebat pe soldați de ce fac așa ceva, „Ei au răspuns impasibil că au ordine să arunce în aer și să incendieze toate cazele din zonă”.  Brigada de pompieri a orașului s-a străduit să stingă focurile, dar pe 13 septembrie erau așa de multe focare de incendiu încât a fost copleșită. Doi dintre pompierii acestei  brigăzi, Tchorbadjis și Emmanuel Katsaros, au depus mai apoi mărturie la tribunal, afirmând că au văzut cu ochii lor cum soldații turci au pus foc clădirilor. Când Katsaros a încercat să intervină, unul dintre acești soldați i-ar fi replicat „Voi aveți ordinele voastre… noi pe ale noastre. Aceasta este o proprietate armenească. Ordinele noaste sunt să o incendiem”. Răspândirea incendiilor a provocat un val de refugiați, care au căutat să scape pe cheiul portului. Căpitanul Arthur Japy Hepburn, șeful de stat major al escadrei americane, a descris panica celor de pe chei:
„Întorcându-mă pe stradă am descoperit busculada creată de foc care era la început. Toți refugiații care fuseseră împrăștiați pe stradă sau se adăpostiseră în biserici sau alte instituții se îndreptau  spre malul mării. Cei care își abandonau casele aflate în cale focului sporeau constant acest val… Era întuneric acum. Cheiul se umpluse deja cu zeci de mii de refugiați terifiați, care se deplasau fără țintă între sediul vamei și capătul cheiului, și fluxul de noi sosiți a continuat, până când malul mării a părut o masă solidă de oameni și bagaje…”

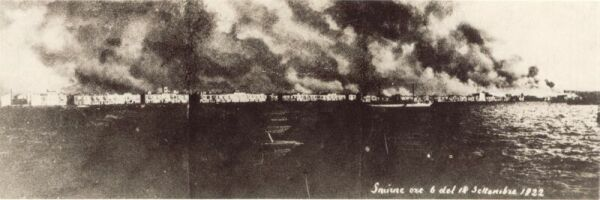
Vedere panoramică a Smirnei incendiate

Căldura degajată de incendiu a fost așa de mare, încât Hepburn s-a arătat îngrijorat că refugiații ar fi putut fi uciși de temperatură. Starea refugiaților din dimineața zilei de 14 septembrie a fost descrisă de locotenentul britanic A. S. Merrill, care a considerat că turcii au declanșat incendiul pentru a-i teroriza pe greci și a-i obliga să plece:
„Strălucirea și mai apoi flăcările Smirnei arzânde au putut fi văzute întreaga dimineața. Noi am sosit cam cu o oră înaintea zorilor, iar scena a fost indescriptibilă. Întreg orașul era aprins și portul era luminat ca ziua. Mii de refugiați fără adăpost se agitau înainte și înapoi pe cheiul fremătând – panica creștea până la limita nebuniei. Țipetele sfâșietoare ale femeilor și copiilor erau dureros de auzit. Ei ar fi încercat frenetici să se arunce în apă și câțiva ar fi ajuns la vapoare. Ar fi fost dezastros să încerci să tragi la mal o barcă. Câteva bărci au încercat, dar au fost imediat oprite de goana nebună a unei gloate urlătoare… Mulțimile de-a lungul cheiului erau așa de numeroase și încercau cu atâta disperare să se apropie de vasele de război aflate la ancoră, că masa de oameni din centrul supraaglomerat nu ar fi putut să scape decât pe mare. Din fericire, bătea o briză marină, iar peretele cheiului nu s-a încins niciodată suficient de mult pentru a-i arde de vii pe acei nefericiți, dar căldura trebuie să fi fost cumplită, dacă putea să fie simțită în vaporul aflat la 200 de yarzi depărtare. Pentru a mări confuzia, pachetele aparținând acestor refugiați – care erau în principal covoare și haine – au luat foc, creând un lanț  de focuri de-a lungul străzii.”

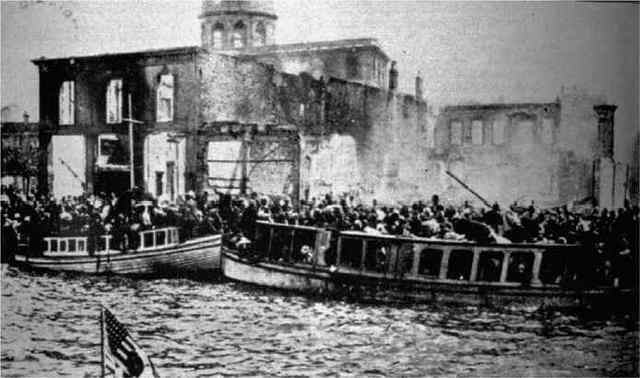
Vase supraaglomerate cu refugiați care încercau să scape de incendiu. Fotografia a fost făcută de pe barca de salvare a unui vas american.

Turcii au blocat accesul grecilor și armenilor spre chei pentru a-i obliga să rămână în zona incendiată, fără putință de scăpare. Martorii oculari au descris panica refugiaților care se aruncau în apă pentru ca să scape de flăcări, strigătele de spaimă auzindu-se pe distanța de mai multe mile. Pe 15 septembrie, focul s-a mai potolit, dar violențele sporadice ale turcilor împotriva refugiaților greci și armeni au pus presiune pe vasele occidentale și elene să evacueze refugiații cât mai repede cu putință. Focul a fost stins complet pe 22 septembrie, iar pe 24 septembrie primul vas grec a intrat în port pentru preluarea refugiaților, după ce ofițerii occidentali au obținut permisiunea și cooperarea autorităților turce.

#### Falih Rifki Atay

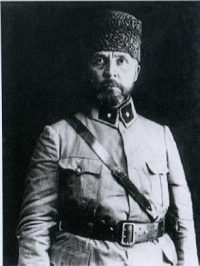
Comandantul Armatei I turce, generalul „Sakallı” Nureddin Pașa

### Telegrama lui Mustafa Kemal

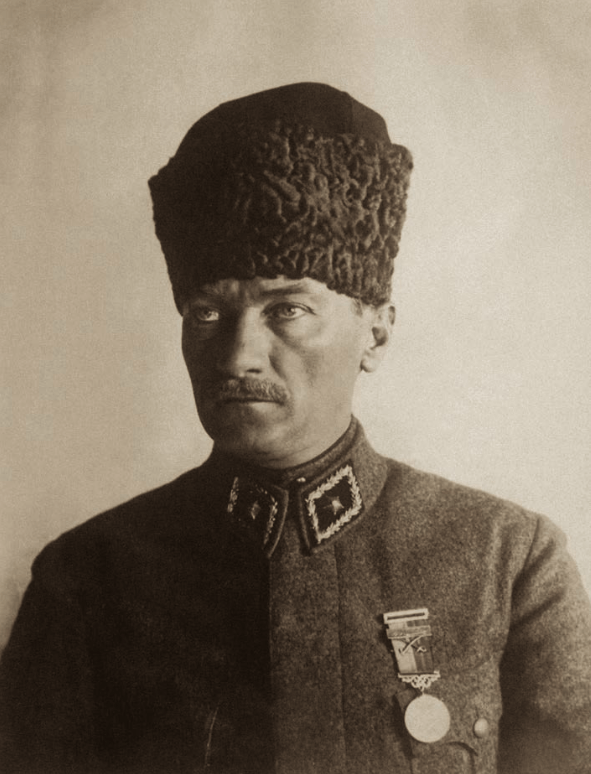
Comandantul suprem al armatei turce, mareșalul Mustafa Kemal Pașa

## Victime și refugiați

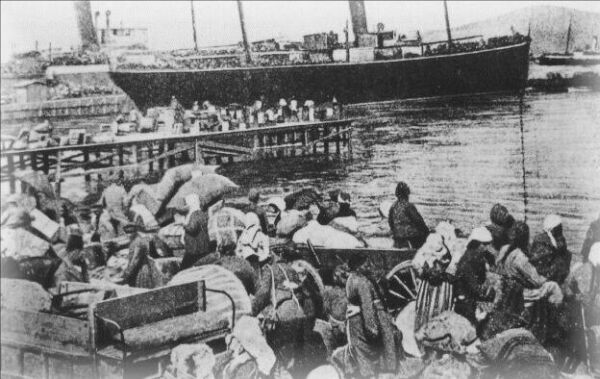
Refugiați în portul Smirna

### Urmări
Evacuarea refugiaților a fost dificilă în ciuda eforturilor marinarilor britanici și americani pentru menținerea ordinei, zeci de mii de refugiați împingându-se spre țărm . Oficialii americani de la YMCA și YWCA au încercat să organizeze evacuarea, dar există rapoarte despre jefuirea sau uciderea lor de către soldații turci. Soldați sau membri ai milițiilor turce îi jefuiau din când în când pe refugiații greci, lovindu-i pe unii sau arestându-i pe cei care încercau să li se opună. Există și mărturii cu privire la soldații turci care s-au purtat corespunzător, ajuntând femeile în vârstă sau încercând să păstreze ordinea printre refugiați, dar aceste rapoarte sunt depășite numeric de cele care descriu  cruzimea gratuită, jafurile și violența neîntrerupte.
Încercările americanilor și britanicilor pentru protejarea grecilor împotriva trucilor nu a avut un efect prea mare, incendiul provocând pierderi uriașe. Unii greci înspăimântați s-au sinucis, sărind în apă cu bagaje în spate, copiii au fost călcați în picioare, iar mulți bătrâni au murit epuizați. Locuitorii armeni ai orașului au suferit de asemenea cumplit și, după cum a mărturisit căpitanul Hepburn,  „toți armenii valizi au fost vânați și uciși oriunde s-ar fi găsit, la vânătoare participând chiar și băieți de la 12 la 15 ani”.
Focul a distrus complet cartierele elen, armean și levantin, doar cartierele turc și evreiesc scăpând de dezastru. Portul prosper al Smirnei, unul dintre cele mai active din regiune, a fost ars din temelii. Au fost evacuați aproximativ 150.000-200.000 de refugiați greci, în timp ce aproximativ 30.000 de bărbați valizi greci și armeni au fost deportați în înteriorul Anatoliei. Dintre aceștia, unii au murit în timpul deplasării de extenuare sau au fost executați. S-a pus astfel capăt prezenței de 3.000 de ani a grecilor în pe țărmul anatolian al Mării Egee, odată cu aceasta dispărând și Megali Idea.
Scriitorul elen Dimitris Pentzopoulos a scris „Nu este o exagerare să numim anul 1922 drept cal mai catasrofal din istoria modernă elenă.”

## Istoriografie
În ceea ce privește incendiul din Smirna au fost publicate o serie de studii. Cel mai cuprinzător este cel al profesorlui de literatură Marjorie Housepian Dobkin, Smyrna 1922. Autoarea ajuge la concluzia că armata turcă a incendiat în mod sistematic orașul și a ucis în mod deliberat populația greacă și armeană. Lucrarea sa este bazată pe numeroase mărturii oculare ale supraviețuitorilor, a soldaților trupelor aliate dislocați la Smirna în timpul evacuării, a diplomaților stăini, a activiștilor asociațiilor umanitare și a martorilor oculari turci. Un studiu recent al istoricului Niall Ferguson ajunge la concluzii asemănătoare. Istoricul Richard Clogg afirmă cu convingere că incendiul a fost provocat de turci, după ocuparea orașului. În cartea sa Paradise Lost: Smyrna 1922, Giles Milton abordează problema incendiului din Smirna cu ajutorul materialelor originale (interviuri, scrisori nepublicate și jurnale personale) ale unor familii de creștini levantini din Smirna, care erau în principal de origine britanică. Toate documentele strânse de autor în timpul acestei cercetări au fost depozitate la Exeter University Library. Concluzia autorului a fost aceea că soldații și ofițerii turci au fost cei care au declanșat incendiul, cel mai probabil confomându-se unui ordin direct.
Principalii critici ai lui Horton și Housepian sunt Heath Lowry și Justin McCarthy, care susțin că Horton are o poziție părtinitoare, iar Housepian folosește surse de informații selectate preferențial. Lowry și McCarthy sunt mebri ai fundației „Institute of Turkish Studies” și sunt la rândul lor puternic criticați de diferiți cercetători pentru negarea Genocidului Armean și sunt descriși ca fiind susținători ai variantei turcești.
Jurnalistul turc Falih Rifki Atay, care trăia în acea perioadă în Smirna, și profesorul turc Biray Kolluoğlu Kırlı se numără printre cei care au acceptat faptul că armata turcă este responsabilă pentru distrugerea Smirnei în 1922.
Pe de altă parte, există mărturii care contrazic faptele prezentate mai sus. Printre acestea se află telgrama trimisă de Mustafa Kemal, articole din ziarele vremii și un escurt articol al istoricului turc Reșat Kasaba de la University of Washington, care descrie pe scurt evenimentele, fără să facă acuzații clare.
Mărturiile rabinilor evrei din Smiran, scrisorile lui Johannes Kolmodin (un orientalist suedez din Smirna prezent în oraș în acele timpuri) și raportul lui Paul Grescovich susțin cu toate că grecii și armenii sunt responsabili pentru declanșarea incendiului. R.A. Weight afirmă: „clienții săi au demonstrat că indendiul, la origini, a fost un mic foc accidental, deși a distrus în cele din urmă o mare parte a orașului” .

### Mărturia lui George Horton

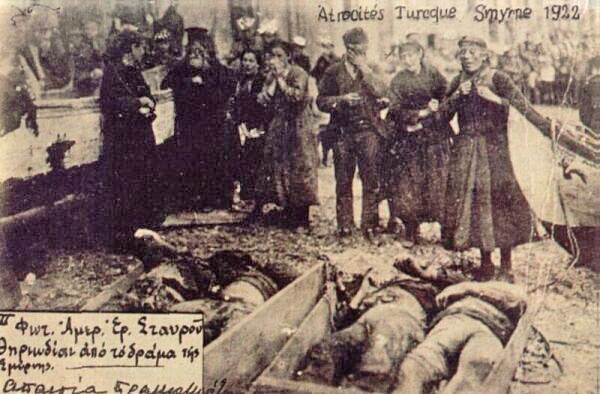
Refugiați greci jelind victimele incendiului

#### Originea focului

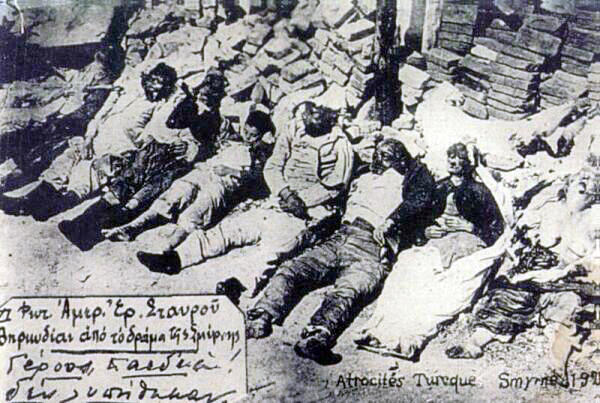
Victime elene ale incendiului